# Segno di Nicoladoni
In medicina, il segno di Nicoladoni, conosciuto anche come segno di Branham e segno di Nicoladoni-Israel-Branham, indica la diminuzione della frequenza cardiaca in risposta alla compressione manuale di una fistola arteriovenosa.
Prende il nome da Carl Nicoladoni.